# Palepicorsia ustrinalis
Palepicorsia ustrinalis är en fjärilsart som beskrevs av Hugo Theodor Christoph 1876. Palepicorsia ustrinalis ingår i släktet Palepicorsia och familjen Crambidae. Inga underarter finns listade i Catalogue of Life.

## Bildgalleri

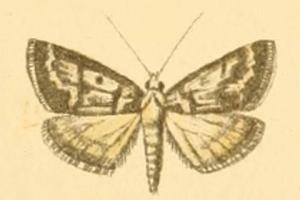